# JET!JET!!JET!!!
『JET!JET!!JET!!!』（ジェット）は、日本のロックバンド・Hundred Percent Freeが2011年4月6日にpure:infinityから発売した1枚目のオリジナルアルバムである。

## 内容
前作『REBOOT complete edition』から約1年6ヶ月ぶり、メジャーデビュー後としては初のアルバムにして初のフルアルバム。
タイトルは当初、表題曲の「JET」となる予定だったが、語感の割りに字面に勢いがないという理由から3回繰り返す表記になったという。
初回限定盤と通常盤の2形態で発売された。初回限定盤にはボーナス・トラックが収録され、特典として表題曲のミュージック・ビデオへの参加パスワードと、プレゼント応募券が同梱された。
ジャケットの色はバンド名を早く認知してほしいというメンバーの意向で、初回限定盤99種と通常盤1種の計100色が制作された。
当初の発売予定日は同年3月23日であったが、東日本大震災発生に伴い4月6日に変更された。

## 収録曲
1. JET BEGINS
作曲：B-BURG
編曲：Hundred Percent Free
2. JET
作詞：SIG、Tack & Ko-KI
作曲：SIG
編曲：寺地秀行、Hundred Percent Free
コーラスアレンジ：寺地秀行
今作の表題曲。
3. 迷子 to MYSELF (BACK TO BACK MIX)
作詞：SIG & Ko-KI
作曲：SIG
編曲：寺地秀行、Hundred Percent Free
コーラスアレンジ：寺地秀行
2ndシングルの表題曲のアルバムバージョン。
4. Hello Mr. my yesterday
作詞：Tack、Ko-KI & L(R)UCCA
作曲：TAKA
編曲：寺地秀行、Hundred Percent Free
コーラスアレンジ：寺地秀行
1stシングルの表題曲。
5. ROCK CLIMBER
作詞：Tack、Ko-KI & L(R)UCCA
作曲：SIG
編曲：寺地秀行、Hundred Percent Free
コーラスアレンジ：寺地秀行
3rdシングルの表題曲。
6. Willing boy Willing girl
作詞：Tack & Ko-KI
作曲：SIG
編曲：Hundred Percent Free
7. knock
作詞：SIG & Ko-KI
作曲：SIG
編曲：寺地秀行、Hundred Percent Free
3rdシングルのカップリング曲。
8. ほうき星
作詞：SIG & Ko-KI
作曲：SIG
編曲：寺地秀行、Hundred Percent Free
9. Stairway to U
作詞：Tack、Ko-KI & L(R)UCCA
作曲：SIG
編曲：Hundred Percent Free
10. LIFE+RIGHT+LIE=ゼロ
作詞：Ko-KI & L(R)UCCA
作曲：SIG
編曲：Hundred Percent Free
11. NAME
作詞：Tack & Ko-KI
作曲：SIG
編曲：Hundred Percent Free
4thシングルのカップリング曲。
12. 247〜タイセツナモノ〜
作詞：Tack & Ko-KI
作曲：SIG
編曲：Hundred Percent Free
13. 十五夜クライシス〜君に逢いたい〜
作詞：Tack、Ko-KI & L(R)UCCA
作曲：SIG
編曲：寺地秀行、Hundred Percent Free
コーラスアレンジ：寺地秀行
4thシングルの表題曲。
14. JET REPRISE
作曲：SIG
編曲：寺地秀行、Hundred Percent Free
15. セキララFallin'
作詞：Tack、Ko-KI
作曲：SIG
編曲：Hundred Percent Free
初回限定盤のみに収録されているボーナストラック。

## 参加ミュージシャン
Hundred Percent Free
- Tack：Vocal & MC
- Ko-KI：Vocal & MC
- SIG：Guitar
- KAZ：Drums
- B-BURG：Hybrid Programming

Support Musician
- MK-II：Bass (#12)
- Raykay：Additional Chorus (#4)
- Ikki Chorus Girls：Chorus (#2,6)